# Metilfenidat
El metilfenidat (MFD) és un fàrmac psicoestimulant, més conegut per la marca comercial Ritalin i les seves variants segons l'àmbit geogràfic. L'MFD existeix des de la dècada del 1950, però adquirí una especial notorietat a partir de la dècada del 1990. Això és degut a la difusió del diagnòstic del Trastorn per dèficit d'atenció amb hiperactivitat (TDAH) en nens i adults, fenomen unit a la prescripció de l'MFD, fàrmac d'elecció pel seu tractament. Per exemple, Concerta (una de les nombroses marques d'MFD) assolí als Estats Units un volum de vendes superior a 839 milions de dòlars durant l'any 2005.
Tant el diagnòstic com el fàrmac han estat criticats, apel·lant fins i tot a principis ètics, ideològics i religiosos. Aquest rebuig ha estat atribuït a les reaccions de pànic moral per part del públic no especialitzat davant de la idea de tractar infants amb medicaments que en modifiquen el comportament, així com creences sovint infundades sobre els seus efectes. El debat ha tingut molta repercussió als mitjans de comunicació en massa, intervenint-hi personalitats de la psicoanàlisi i l'antipsiquiatria. També hi ha pres part la cienciologia, un culte religiós amb ingerència en assumptes científics.
Les crítiques al TDAH i al metilfenidat s'originen sovint en rebuig al concepte de la disfunció neurobiològica i els supòsits neuroquímics subjacents a les pràctiques de la psiquiatria contemporània. El 1998, un grup d'experts designats pels National Institutes of Health (NIH) redactaren un consens procurant legitimar l'entitat clínica d'aquest trastorn i la necessitat de tractar-lo. Descobriments recents en neurociència, per exemple, els proveïts per neuroimatges, semblen ratificar l'arrelament orgànic de la síndrome, havent-se identificat patrons específics d'expressió fisiològica. Finalment, estudis en matèria d'herència biològica han revelat una forta associació de la síndrome amb determinats gens.

## Història
L'ús d'estimulants pel tractament simptomàtic de la narcolèpsia es remunta a la dècada del 1930, quan es començaren a utilitzar l'efedrina i l'amfetamina. El 1937 es dugué a terme el primer estudi clínic del qual es té coneixement sobre aquest tema, avalant l'eficàcia d'un estimulant per al tractament de la hiperactivitat. Al mateix temps, Charles Bradley dirigí un assaig a Providence en què s'administrà amfetamina (benzedrina) a un grup de nens hiperactius. Les conclusions de l'informe foren entusiastes, remarcant que s'hi havien observat progressos significatius.
El 1944 se sintetitzà per primera vegada metilfenidat, ja als últims mesos de la Segona Guerra Mundial. Durant el conflicte s'havia experimentat amb nombroses variants químiques de l'amfetamina, cercant molècules amb propietats anàlogues però amb efectes adversos menys greus.
El 1954, el nou compost fou patentat. En comparació amb els fàrmacs de la seva classe coneguts fins aleshores, l'acció del metilfenidat sobre l'organisme humà tenia menys efectes secundaris neurovegetatius (especialment vasopressors i broncodilatadors). Les reaccions adverses, com ara la pèrdua de l'apetit o l'insomni, eren menys freqüents o més ben tolerades.

### Indicacions originals
La companyia farmacèutica CIBA (precursora de Novartis) llançà el producte al mercat el 1955 amb el nom de Ritalin. Des dels seus inicis, fou utilitzat per una sèrie d'indicacions. No trigaren a arribar els primers informes sobre la seva utilitat en el tractament de la narcolèpsia. La revista Physician's Desk Reference del 1957 afirmava que també estava "indicat per fatiga crònica i estats letargics i depressius, incloent-hi aquells associats amb agents tranquil·litzants i altres drogues, conducta senil pertorbada, psiconeurosi i psicosi associades a depressió ".
A començaments de la dècada del 1960, es popularitzà l'ús de l'MFD per tractar nens amb TDAH, síndrome coneguda en aquell moment com a "hiperactivitat" o "disfunció cerebral mínima" (DCM). En aquells anys, la Ritalina també aconseguia un renom creixent a causa de relats periodístics sobre el seu ús corrent entre celebritats del món de la política i de la ciència, com l'astronauta Buzz Aldrin i el matemàtic Paul Erdos.

### Control internacional
El 1969, l'Església de la Cienciologia fundà l'anomenada Comissió de Ciutadans pels Drets Humans (CCHR). Uns mesos més tard, inicià una campanya oberta, servint-se dels mitjans de comunicació en massa, oposant-se a la medicació psiquiàtrica en general, i la Ritalina en particular.
El 1971, la Convenció Internacional de Substàncies Psicotròpiques inclogué l'MFD a la Llista II. Els estats supervisen la ruta d'aquest medicament, que es dona amb recepta oficial. Amb posterioritat a aquest conveni, hi hagué casos aïllats de països en què es prohibí la circulació d'MFD: Belize (1989); Nigèria (1986); Senegal (1980); Tailàndia (1991); Togo (1993); Turquia (1981) i el Iemen (1980). En altres, fou retirat temporalment del mercat, com passà a Itàlia, on fou reintroduït el 2003. Tanmateix, aquestes regulacions no són degudes en cap cas a dubtes sobre l'eficàcia o la seguretat del fàrmac.

### Situació actual
L'MFD és la medicació més habitualment prescrita per tractar el TDAH arreu del món. Segons les estimacions, més del 75% de les receptes d'MFD són prescrites a nens, sent aquest trastorn unes quatre vegades més freqüent entre els homes que entre les dones. La producció i prescripció de l'MFD cresqué significativament a la dècada del 1990, especialment als Estats Units, en la mesura que el diagnòstic del TDAH passà a ser més ben comprès i tingué una acceptació més àmplia dins de les comunitats mèdica i psiquiàtrica.

## Crítiques
El metilfenidat ha estat associat a crítiques sobre el tractament del TDAH. Les crítiques solen referir-se a efectes secundaris suposats o reals, preocupacions sobre l'ús i l'abús il·lícits, i l'ètica de donar medicaments psicotròpics a infants per reduir els símptomes de TDAH. Hi ha una preocupació creient sobre l'ús del metilfenidat i els seus efectes a llarg termini, que inclouen preocupacions sobre efectes que amenacen la vida. Hi ha hagut crides per restringir dràsticament l'ús del metilfenidat. Els efectes farmacològics del metilfenidat, una droga de la llista II són gairebé idèntics als de la cocaïna i les amfetamines.
També és controvertida la qüestió de si el TDAH és un trastorn o un tret de la personalitat, i hi ha metges que opinen que és un mite que la hiperactivitat sigui un trastorn. Indiquen que, en general, els infants amb TDAH tenen un cervell sa, sense dèficits neurològics fragrants.
Richard Bromfield afirma que sovint es prescriu Ritalina no a causa d'un trastorn neurològic subjacent, sinó com una manera fàcil de calmar els infants, que en realitat es portarien malament per motius comuns com ara un parentatge deficient.
Alguns dels detractors més coneguts del metilfenidat són Peter Breggin, Thomas Armstrong, Fred Baughman i el periodista Thom Hartmann, cèlebre per la seva teoria del granger i el caçador per caracteritzar el TDAH. Sostenen que les característiques neurobiològiques observades no són necessàriament d'origen patològic, i manifesten preocupació pels canvis en el comportament associats a l'ús d'estimulants.
El 2005 s'havia reintroduït el tema en alguns mitjans de difusió a causa d'un estudi a petita escala, que suggeria una relació de l'MFD amb alteracions cromosòmiques, que han estat associades a efectes genotòxics. Tanmateix, es tractava d'un estudi preliminar, els resultats del qual foren contradits per diverses proves, i que actualment es considera refutat.
El tractament del TDAH ha conduït a accions legals, incloent-hi denuncies per negligència mèdica, en referència al consentiment informat, una informació inapropiada sobre els efectes secundaris, errors mèdics o l'ús coerciu dels medicaments per part dels sistemes escolars.

## Indústria farmacèutica
S'estima que la producció del metilfenidat ha augmentat considerablement en els últims anys a escala mundial; als Estats Units, el 1998 s'hi produïren 14,4 tones i el 2008 la producció passà de les 50. L'MFD és actualment el psicotròpic sota fiscalització internacional amb major distribució al circuit legal. S'ha convertit en un dels productes més rendibles per la indústria farmacèutica. Els ingressos derivats del mercat de drogues pel TDAH, incloent-hi l'MFD i els seus competidors, assoleixen només als Estats Units valors superiors als 3.100 milions de dòlars. Aquesta xifra és superior al producte interior brut anual d'uns 50 països.
Aquesta tendència s'està expandint a molts altres països, sent Argentina un dels casos destacats d'Amèrica Llatina. No obstant això, dades estadístiques suggereixen que el TDAH és subdiagnosticat a molts països, per la qual cosa és d'esperar que la difusió d'aquesta temàtica prengui vigor als propers anys, imitant el procés produït als Estats Units a la dècada anterior.

## Propietats clíniques
En general, l'MFD s'administra per via oral en forma de comprimits. Els efectes clínics de la fórmula d'alliberament immediat es manifesten uns 30 a 45 minuts després de la ingestió, i es perllonguen per un màxim de quatre hores. Es comercialitza sota les marques Ritalina, Rubifen, Methylin i Focalin (aquesta última només conté d-treo-metilfenidat o dexmetilfenidat, en lloc de l'habitual mescla racèmica de d,l-treo-metilfenidat de les altres versions).
L'MFD també es troba disponible en fórmules d'acció estesa (alliberament perllongat), que prescindeixen de la necessitat de repetir-ne les dosis, podent assolir una cobertura d'entre vuit hores (Ritalina LA) i 12 hores (Concert). Es tracta de la mateixa droga, però amb un recobriment especial que en permet l'alliberament controlat al sistema, atenuant també els pics i les valls en els nivells plasmàtics de substància.

### Indicacions
L'MFD està indicat pel tractament en nens (de més de sis anys) i en adults de:
- Dèficit d'atenció amb hiperactivitat o sense (TDAH)
- Narcolèpsia
- Hipersòmnia primària

#### Altres usos mèdics
| Símptomes blancs o target | Acció terapèutica                              | Indicació                                                                              | Categoria d'evidència |
| ------------------------- | ---------------------------------------------- | -------------------------------------------------------------------------------------- | --------------------- |
| Depressió secundària      | Psicoanalèptic                                 | Pacients d'edat avançada, incloent-hi els casos d'AVC.                                 | A                     |
| Sedació i dolor           | Psicoestimulant                                | En el càncer, per reduir el sopor induït pels opioides i potenciar l'analgèsia.        | B                     |
| Astènia                   | Antiastènic                                    | Quan la fatiga s'associa al càncer, sida o síndrome de fatiga crònica.                 | B                     |
| Depressió refractària     | Psicoanalèptic                                 | En pacients que no responen a l'antidepressiu sol (polifarmàcia).                      | C                     |
| Depressió atípica         | Psicoanalèptic                                 | Quan hi ha historial de resposta a psicoestimulants.                                   | C                     |
| Obesitat                  | Anorexigen                                     | En pacients amb intolerància a altres amines simpaticomimètiques.                      | C                     |
| Dislèxia                  | Nootròpic                                      | Infants de més de sis anys i adults.                                                   | C                     |
| Traumatisme cerebral      | Nootròpic                                      | Alleujament de les seqüeles neurològiques                                              | C                     |
| Disfunció sexual          | Psicoestimulant                                | Quan es causada per l'ús d'antidepressius inhibidors de la recol·lecció de serotonina  | C                     |
| Terror nocturn            | Psicoestimulant                                | Nens de més de sis anys i adults                                                       | C                     |
| Síncope vasovagal         | Estimulant de l'SNC; vasoconstrictor perifèric | En pacients que no responen o presenten intolerància als tractaments de primera línia. | C                     |

### Mecanisme d'acció

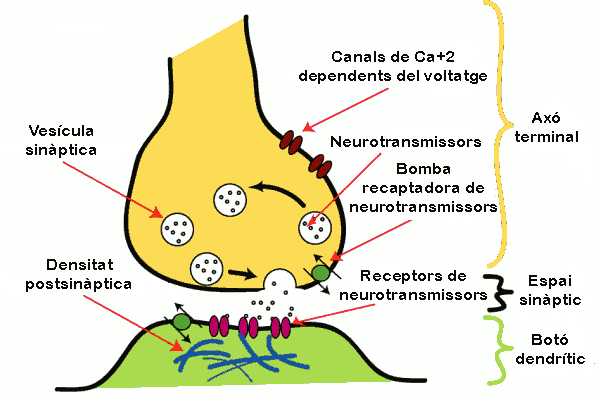
La sinapsi permet a les neurones comunicar-se entre si, transformant un senyal elèctric en un de químic.

L'MFD és un potent inhibidor de la recol·lecció de dopamina (DA) i noradrenalina (NA). Bloqueja la captura d'aquestes catecolamines per part dels terminals de les cèl·lules nervioses; impedeix que siguin retirats de l'espai sinàptic. D'aquesta manera, la DA i la NA extracel·lulars romanen actives durant més temps, augmentant significativament la densitat d'aquests neurotransmissors a les sinapsis neuronals.
L'MFD posseeix potents efectes agonistes sobre receptors alfa i beta adrenèrgics.
- A nivell presinàptic produeix alliberament de NA i DA (agonista indirecte).
- A nivell postsinàptic actua com agonista directe.[43]

L'MFD eleva el nivell d'alerta del sistema nerviós central, cosa que és mesurable electrofisiològicament (ones de baix voltatge). Incrementa els mecanismes excitatoris del cervell, alhora que augmenta els mecanismes encarregats la inhibició. Això resulta en una millor concentració, coordinació motora i control dels impulsos.

#### Acció neuromoduladora

Ressonància magnètica funcional (fMRI), tècnica prometedora per l'avaluació del TDAH.

Els efectes l'MFD sobre TDAH s'atribueixen a una millora en la capacitat inhibitòria dels circuits frontosubcorticals mitjançats pel neurotransmissor dopamina. En particular, l'MFD incrementa l'acció reguladora de l'escorça frontal i les estructures inferiors a nivell del cervell anterior basal, com el nucli estriat. Cap a la porció ventral d'aquest últim, localitzat als ganglis basals de les àrees prefrontals del cervell, es troba el nucleus accumbens. La dopamina actua al nucleus accumbens limitant la informació que ha de ser processada, permetent focalitzar l'atenció. Al TDAH, l'escorça prefrontal no modularia adequadament el locus coeruleus per un dèficit de dopamina i noradrenalina. Aquesta manca d'inhibició es manifesta en un ingrés excessiu d'informació. Així, sorgeixen dificultats per seleccionar estímuls pertinents, i augmenta la distracció. La serotonina també podria estar implicada, ja que es relaciona amb el control dels impulsos.

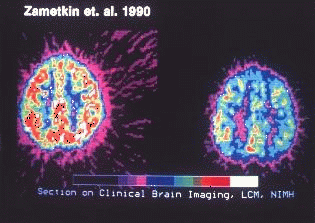
Activitat metabòlica cerebral en persones sanes (esquerra) i amb TDAH (dreta): aquesta síndrome neuroconductual mostra patrons fisiològics distintius.

Aquest mecanisme es pogué verificar en estudis realitzats amb PET (tomografia per emissió de positrons). En adults amb TDAH, es trobà una disminució del 8,1% en el metabolisme cerebral de la glucosa en comparació amb els controls, sobretot a nivell de l'escorça prefrontal i àrees premotores. Estudis recents del flux cerebral mostren que, durant el tractament amb MFD, s'incrementen tant l'activitat a l'estriat com les connexions entre la regió òrbitofrontal i límbica.
La tomografia per emissió de positrons demostrà un augment del metabolisme a les àrees òrbitofrontals bilaterals i a les sensoriomotores parietals esquerres, després d'una dosi única de metilfenidat.

#### Efectes conductuals
El metilfenidat és la droga més utilitzada per tractar el TDAH, i la més estudiada en els darrers quaranta anys. S'ha comprovat que produeix un efecte estabilitzador en persones amb aquest trastorn. La noradrenalina incideix sobre els sistemes atencionals posteriors, que permeten canviar la focalització d'un estímul a un altre, i la noradrenalina i la dopamina, sobre els sistemes atencionals anteriors, relacionats amb funcions executives, anàlisi de dades i preparació o planificació de la resposta.
En els nens amb trastorns per dèficit de l'atenció, disminueixen les conductes impulsives i la inquietud motriu, i augmenta l'activitat cognitiva (atenció i memòria), millorant la capacitat de concentrar-se en tasques repetitives, que requereixen un esforç mental sostingut i no s'associen a una satisfacció immediata. En els adults amb TDAH, el metilfenidat afavoreix les funcions executives, relacionades amb el control cognitiu. Aquestes inclouen un conjunt de funcions cerebrals que impliquen: autoregulació, seqüència i organització del comportament, flexibilitat, inhibició de respostes i planificació.
A la vida quotidiana d'aquests adults, solen manifestar avenços significatius en la capacitat de focalitzar-se en el treball i administrar el temps (organització), disposar dels seus recursos amb metes a mitjà i llarg termini (planificació), aconseguir continuïtat en els seus projectes (seqüència), i interaccionar d'una manera més adaptada amb l'entorn (flexibilitat). Aquests canvis en l'acompliment, afecten contextos vitals per al subjecte, com són les àrees familiar, acadèmica i laboral.
| Química molecular                        | Química molecular |
| ---------------------------------------- | ----------------- |
| Dexmetilfenidat: enantiòmer més actiu.   |                   |
| pKa (grup amino)                         | 8,5               |
| Nombre d'enllaços rotables               | 4                 |
| Nombre de centres quirals                | 2                 |
| Nombre d'acceptors d'enllaços d'hidrogen | 3                 |
| Nombre de donadors d'enllaços d'hidrogen | 1                 |
| Suma de càrregues parcials               | 0,00              |
| Suma de càrregues formals                | 0,00              |
| Densitat molecular                       | 1,21              |
| Àrea de superfície                       | 232,40            |
| Polaritzabilitat                         | 9.221,02          |
| Magnitud del dipol                       | 1,43              |
| Dipol X                                  | -0,69             |
| Dipol Y                                  | -1,03             |
| Dipol Z                                  | 0,71              |
| Radi de gir                              | 3,43              |

## Perfil farmacològic
El metilfenidat és una pols cristal·lína fina, blanca i inodora preparada per síntesi química.
La molècula del metilfenidat té dos centres de quiralitat. Per tant, hi ha un total de quatre enantiòmers d'aquesta droga. Les primeres formulacions del metifenidat que es comercialitzaren contenien els quatre enantiòmers. Estudis posteriors revelaren, però, que els isòmers estaven desproveïts d'efectes estimulants significatius sobre el sistema nerviós central. A causa d'això, les formulacions actualment disponibles contenen una mescla racèmica de només d,l-treo-metilfenidat. Com s'explica més avall, l'activitat farmacològica s'atribueix principalment a l'isòmer d-treo.
El metilfenidat és una amina simpaticomimètica, i la seva fórmula molecular és C14H19NO₂. Pertany al grup de les feniletilamines i, en particular, és un anàleg ciclitzat de l'amfetamina. Estructuralment, el metilfenidat afegeix al model un anell piperidinic, que inclou el nitrogen i el carboni beta.
El clorhidrat de metilfenidat (sal utilitzada en la forma farmacèutica) és el clorhidrat de metil-α-fenil-2-piperidinacetat i conté aproximadament un 87% d'MFD base. El pes molecular és de 269,77 u.
Les solucions d'MFD són àcides al tornassol. És lliurement soluble en aigua i en metanol, soluble en alcohol i lleugerament soluble en cloroform i acetona. El seu punt de fusió és d'entre 224-226 °C. Es tracta d'un compost estable, combustible, i químicament incompatible amb agents fortament oxidants, alcalins o barbitúrics.

### Farmacocinètica
El metilfenidat és una mescla racèmica (50/50) d'enantiòmers d-treo i l-treo. El dexmetilfenidat (l'enantiòmer dextrogir) és el responsable de l'efecte terapèutic l'MFD. La mescla racèmica, després de ser administrada per via oral, passa per un procés de depuració estereoselectiva.
El metilfenidat és absorbit al tracte gastrointestinal ràpidament (Tmax = 1 a 2 hores), i de forma gairebé completa. A causa d'aquest efecte de primer pas, la biodisponibilitat sistèmica és d'al voltant d'un 30%. La presència d'aliments a l'estómac accelera la velocitat d'absorció però no la quantitat total absorbida. La rapidesa amb què s'absorbeix la substància té un paper important en l'efectivitat, cosa que fa que la preparació regular sigui més convenient.
La unió a les proteïnes és baixa. Com que és una substància alcalina, s'uneix a glicoproteïnes alfa i lipoproteïnes, i poc a l'albúmina (15%). Un 85% de la concentració de la droga travessa la barrera hematoencefàlica.
Les concentracions plasmàtiques màximes s'assoleixen al voltant de dues hores després de l'administració oral. L'àrea sota la corba de concentració en plasma (CCP) i el pic de concentració (Cmax) són proporcionals a la dosi.
La semivida de la substància és de tres hores, i els seus efectes clínics es prolonguen entre dues i quatre hores. Això requereix múltiples dosificacions al llarg del dia. El motiu d'aquest metabolisme ràpid és la feble unió a proteïnes sanguínies que té el metilfenidat, cosa que n'impedeix la distribució als dipòsits de greix.
S'excreta principalment com a metabòlit a l'orina, amb petites quantitats als excrements. El principal metabòlit és l'àcid ritalínic, que és farmacològicament inactiu. Menys d'un 1% de la droga és eliminada per l'orina de forma inalterada.

### Farmacoteràpia
| Nivell d'evidència per l'eficàcia d'estimulants en infants | Nivell d'evidència per l'eficàcia d'estimulants en infants | Nivell d'evidència per l'eficàcia d'estimulants en infants | Nivell d'evidència per l'eficàcia d'estimulants en infants | Nivell d'evidència per l'eficàcia d'estimulants en infants |
| Indicació                                                  | Eficàcia a curt termini                                    | Eficàcia a llarg termini                                   | Seguretat a curt termini                                   | Seguretat a llarg termini                                  |
| ---------------------------------------------------------- | ---------------------------------------------------------- | ---------------------------------------------------------- | ---------------------------------------------------------- | ---------------------------------------------------------- |
| TDAH                                                       | A                                                          | B                                                          | A                                                          | A                                                          |

El metilfenidat té una taxa de resposta del 80%, igual que la dextroamfetamina. La resposta en els adults està relacionada amb la dosi. La majoria dels textos recomanaven tradicionalment una dosi diària de fins a 60 mg, admetent que alguns individus podien necessitar dosis superiors. Aquest límit de 60 mg/dia sembla arbitrari i no està basat en assajos clínics. Actualment, estudis en adults amb TDAH suggereixen 1 mg/kg/dia com a dosi usual, i les dosis més baixes generen una resposta menor.
Estudis actuals en infants han determinat que dosis d'entre 0,3 i 2,0 mg/kg/dia milloren tant el rendiment acadèmic-cognitiu com el conductual. El rang de dosi terapèutic és molt ampli, considerant que la dosi activa mínima d'MFD en un adult per via oral és de 0,1 mg/kg en una presa. La relació que hi ha entre la dosi activa mínima i la dosi letal mitjana (marge de seguretat) per l'MFD és, comparativament, la més gran entre els psicoestimulants coneguts, amb una dosi letal mitjana (DL50) de 367 mg/kg (via oral) contra els 55 mg/kg de l'amfetamina. S'han registrat experiències clíniques satisfactòries amb dosis d'MFD de fins a 240 mg diaris.
| Règim de dosificació pel metilfenidat | Règim de dosificació pel metilfenidat                          | Règim de dosificació pel metilfenidat                                                      | Règim de dosificació pel metilfenidat |
| Grup d'edat                           | Indicació                                                      | Dosi inicial típica                                                                        | Dosi diària màxima usual              |
| ------------------------------------- | -------------------------------------------------------------- | ------------------------------------------------------------------------------------------ | ------------------------------------- |
| Infants (≥ 6 anys)                    | Trastorn per dèficit d'atenció amb hiperactivitat              | Alliberament immediat: 5 mg dues vegades al dia, durant o després de l'esmorzar i el dinar | 60 mg                                 |
|                                       |                                                                | Alliberament prolongat: 20 mg una vegada al dia                                            |                                       |
| Adults                                | Trastorn per dèficit d'atenció amb hiperactivitat, narcolèpsia | Alliberament immediat: 5 a 20 mg dues o tres vegades al dia, durant o després dels àpats   | 90 mg                                 |
|                                       |                                                                | Alliberament prolongat: 20 mg d'una a tres vegades al dia, a intervals de vuit hores.      |                                       |
|                                       | Depressió secundària a malaltia mèdica                         | Alliberament immediat: 5 a 10 mg de dues a tres vegades al dia                             | 30 mg                                 |

Una estratègia d'ús creixent pel tractament simultani del TDAH i trastorns depressius comòrbids consisteix en l'associació d'MFD amb fluoxetina. Aquest antidepressiu actuaria en sinergisme amb l'MFD, ja que, a diferència d'altres agents de la seva família, no produeix deteriorament cognitiu. Estudis recents demostren que la fluoxetina incrementa els nivells extracel·lulars de dopamina i noradrenalina a l'escorça prefrontal, que s'associa normalment amb efectes neurotònics. Es postula una potenciació mútua d'aquesta acció sobre el sistema nerviós central.
| Farmacologia clínica | Farmacologia clínica |
| --- | -------------------- |
| Efectes secundaris més freqüents |                      |
| - Nerviosisme - Insomni - Disminució de la gana |                      |
| Altres efectes secundaris habituals |                      |
| - Cefalea - Dolor abdominal - Sequedat de boca - Taquicàrdia - Pèrdua de pes |                      |
| Contraindicacions |                      |
| No administrar en els següents casos: - Hipersensibilitat a l'MFD - Ansietat, tensió o agitació severa - Glaucoma - Hipertiroïdisme - Angina de pit greu - Arrítmies cardíaques - Tirotoxicosi |                      |
| Interaccions medicamentoses |                      |
| - Altres estimulants de l'SNC: Risc de potenciació mútua - Bupropió - Inhibidors de la monoaminooxidasa (IMAO):Risc de crisi hipertensiva. |                      |
| Altres interaccions menys significants |                      |
| - Modafinil: Prendre-la conjuntament pot endarrerir-ne l'absorció una hora - Anticolinèrgics - Antidepressius tricíclics, desipramina i imipramina: augment probable de les seves concentracions plasmàtiques (risc d'efectes cardiovasculars) - Alcohol: Pot exacerbar els efectes adversos - Fàrmacs que alcalinitzen l'orina - Antiàcids |                      |
| Precaucions i advertències |                      |
| Avaluar la relació risc-benefici davant de: - Inestabilitat emocional Associada amb reaccions d'estrès agut - Epilèpsia: s'ha sostingut que l'MFD podria reduir l'umbral convulsiu, però no s'ha verificat aquesta presumpció - Síndrome de Tourette o antecedents familiars: l'MFD podria agreujar-ne els símptomes - Hipertensió arterial85% - Psicosi: L'MFD pot agreujar-ne els símptomes - Embaràs i lactància: No s'ha d'utilitzar en dones embarassades tret que el benefici per la mare superi el risc potencial pel fetus; l'alletament s'hauria de suspendre si la mare pren la droga. |                      |
| Signes de sobredosi |                      |
| - Agitació psicomotriu - Confusió - Deliri o al·lucinacions - Eufòria - Febre - Midriasi - Sudoració - Hipertensió arterial - Espasmes musculars - Vòmits |                      |
| Epifenòmens socials |                      |
| L'MFD a la dècada del 1990 (EUA) |                      |
| - Fou un dels deu fàrmacs més robats a les farmàcies. - Grups traficants de drogues l'obtingueren per revendre'l al mercat negre. - Fou objecte d'abús en diversos segments de la població, incloent-hi professionals de la salut, joves universitaris i addictes comuns. - Els ingressos a urgències relacionats amb l'MFD es multiplicaren per quatre. - Els EUA produïren i consumiren cinc vegades més MFD que tota la resta del món. - La quota de producció es multiplicà per vuit en aquest període.                                                                                      |                      |

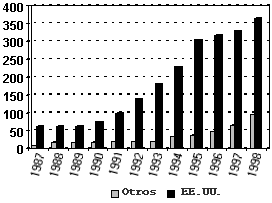
Nacions Unides: consum d'MFD (DDD, en milions)

Segons la majoria de protocols clínics, un comprimit de 10 mg d'MFD (monodosi generalment prescrita en iniciar el tractament) produeix efectes terapèutics comparables a 10 mg d'amfetamina, 5 mg de dextroanfetamina (Dexedrina®, Dextrostat®), i 7,5 mg d'Adderall® (un preparat a base de sals mixtes d'amfetamina i dextroanfetamina). L'Adderall® és actualment un tractament de primera línia, juntament amb l'MFD, tant pel TDAH com per la narcolèpsia, en infants i adults. L'MFD és més actiu sobre les funcions intel·lectuals que sobre les motrius, mentre que les amfetamines produeixen una estimulació més generalitzada, que es tradueix en més intensitat d'efectes secundaris com insomni, supressió de la gana i activació cardio-respiratòria. No obstant això, aquests efectes distintius en alguns casos resulten funcionals a la terapèutica. La paraula "amfetamina" s'associa culturalment amb un, major risc d'abús, de manera que a molts països s'hi instituïren esquemes farmacològics que l'exclouen expressament, substituint-la per l'MFD.

#### Efectes secundaris
En general, l'MFD és ben tolerat. Els efectes adversos s'observen normalment en començar el tractament, i solen ser transitoris. Els més freqüents es poden controlar reduint la dosi o ometent-la la tarda o nit si és necessari (per exemple, després de les 18 hores). En cas de dolor abdominal, es pot alleugerir prenent els comprimits juntament amb els aliments. Si l'efecte de la droga desapareix al vespre, se sol subministrar una dosi nocturna petita per resoldre símptomes recurrents com ara conductes alterades o incapacitat per dormir. S'han observat canvis menors en la pressió sanguínia i el ritme cardíac en pacients sota tractament, tot i que rarament tenen rellevància clínica. Estudis contra placebo indiquen que els efectes secundaris són escassos i lleus.
Tradicionalment, s'ha cregut que l'MFD pot induir tics nerviosos, però actualment es considera que aquest risc és mínim. L'MFD pot associar-se a una lleugera desacceleració del creixement. No obstant això, les proves indiquen que l'alçada normal es recupera a l'adolescència. Recentment s'ha desestimat la relació de la substància amb una acció supressora sobre la secreció de l'hormona del creixement i la prolactina, tal com havia estat postulat.
Els efectes de la substància a llarg termini (24 mesos) han estat avaluats en humans (estudis oberts amb metodologia idònia) sense informes d'efectes adversos imprevistos o alteracions clínicament significatives en signes vitals i proves de laboratori. Així mateix, s'han realitzat estudis de seguiment a llarg termini i s'han examinat dades epidemiològiques associades a l'ús crònic del MFD des de la infantesa fins a l'edat adulta.

## Qüestions socials implicades

### Desviament de la droga
L'acció de l'MFD sobre el sistema nerviós central resulta particularment eficaç en la teràpia del TDAH, en la mesura que tracta dèficits neuroquímics comuns a les persones amb aquest trastorn. Tanmateix, individus que no tenen TDAH poden obtenir de la droga efectes reforçadors, vinculats amb alteracions de l'humor, la percepció, el pensament i sensacions de tipus euforitzant. En aquests casos, en què hi ha desviament de la droga, l'MFD es pot associar a conductes addicctives.
Ja a la dècada del 1970 s'havia establert que sovint els abusadors de droga experimentats no podien diferenciar els efectes de la cocaïna i del metilfenidat. Recentment, es realitzà un estudi comparant els mecanismes d'acció d'ambdós compostos. Els dos exerceixen els seus efectes inhibint la recaptació de la dopamina. L'increment dels nivells extracel·lulars d'aquest neurotransmissor a l'eix mesolímbic-cortical del cervell activa una via neuronal vinculada amb la recompensa. A dosis terapèutiques, l'MFD bloqueja el 78,5% de les molècules transportadores de dopamina, per sobre de la taxa registrada per la cocaïna. La conclusió fou que "les proves mostren clarament que la noció que la Ritalina és un estimulant poc potent és completament incorrecta". Tanmateix, aquest mateix estudi revelà que el potencial d'abús de la cocaïna s'explica millor pel fet que aquesta droga, en ser inhalada, es lliga als receptors amb gran rapidesa, actuant en només uns segons, cosa que s'associa a una inducció dràstica i sobtada dels efectes psicòtrops. L'MFD, en canvi, s'uneix a aquests mateixos receptors amb més potència però de manera gradual i progressiva, produint canvis graduals. D'altra banda, la cocaïna abandona el sistema entre sis i vuit vegades més ràpidament que l'MFD, cosa que es vincula amb síndromes carencials.
Els efectes reforçadors en els casos d'abús d'estimulants s'associen a una millora de l'ànim, sensació d'augment de l'energia física, de la capacitat mental i de l'estat d'alerta, supressió de la gana, la fatiga i la son, augment de l'atenció/enfocament, loquacitat i eufòria. Els addictes polvoritzen els comprimits per inhalar-ne el contingut. Alguns els dissolen en aigua, injectant-se la barreja per via intravenosa, cosa que pot ocasionar complicacions addicionals pel fet que alguns excipients insolubles presents als comprimits podrien obstruir els vasos sanguinis més estrets.
L'addicció als estimulants sembla produir-se quan es produeixen augments considerables i bruscos dels nivells de dopamina extracel·lular al cervell, i aquests es vinculen amb les vies d'administració intravenosa i intranasal. En aquests casos d'abús, l'MFD també seria més potent que l'amfetamina. L'efecte terapèutic, en canvi, s'aconsegueix amb increments graduals i progressius de dopamina, similars a la producció natural del cervell, com els que produeix l'MFD si s'administra per via oral. D'aquesta manera, el risc d'addicció és relativament baix.

### TDAH i addicció
La prevalença d'abús de substàncies amb persones amb TDAH és significativament més alta que en la població general. No obstant això, fins ara no s'ha comprovat drogodependència en nens ni adolescents que han rebut amfetamines o metilfenidat com a forma de tractament.
Actualment s'ha establert que el tractament del TDAH amb estimulants exerceix un efecte protector contra les addiccions.
En un estudi on es comparen els índexs d'abús de drogues en tres grups: adolescents amb TDAH no medicats, pacients amb TDAH medicats i un grup control, es pot observar que els que mai no havien rebut medicació tenien un 30% d'incidència d'abús de substàncies, mentre que la incidència en els TDAH medicats és pràcticament igual que la del grup control.
També s'avaluà l'eficàcia de l'MFD en pacients adults amb TDAH que ja presentaven dependència a drogues d'abús. En aquests casos, a més d'una millora simptomàtica del TDAH, s'observaren progressos en el tractament del trastorn addictiu comòrbid.

### Consideracions farmacoeconòmiques

#### Impacte social del TDAH
Tradicionalment, la prevalença del TDAH s'estimava entre un 3% i un 5% de la població general, encara que actualment es considera que pot oscil·lar entre un 7% i un 9%. Es tracta d'una patologia reconeguda per l'Organització Mundial de la Salut com un: 1) trastorn funcional (neuroconductual), 2) que requereix tractament prolongat en el temps (crònic), i 3) que presenta una alta taxa de freqüència en la població general (prevalent). En general, les patologies amb aquestes característiques solen ser objecte de polítiques públiques actives: els estats faciliten els mitjans perquè el tractament farmacològic pugui complir-se, reduint a llarg termini les despeses dels sistemes de salut. Agrupacions civils en diversos països afirmen que el mateix hauria de passar amb el metilfenidat en els casos de TDAH, quan la farmacoteràpia està indicada.

#### Accés al tractament farmacològic
El tractament del TDAH no és exclusivament farmacològic, i assoleix els seus millors resultats quan s'implementen esquemes multidisciplinaris amb participació de psicòlegs, pedagogs, docents, etc. Tanmateix, s'ha establert que la medicació compleix un rol essencial en la majoria dels casos. Segons les proves disponibles, l'èxit terapèutic en el TDAH té relació directa amb la farmacoteràpia.
El tractament farmacològic té per tant conseqüències palpables, no només a curt termini, per la qualitat de vida dels afectats, sinó a més llarg termini, perquè s'estima que un accés generalitzat al tractament per part del conjunt de la població amb aquest diagnòstic, es vincularia amb un estalvi significatiu en les erogacions del sistema de salut pública. Els costos que representa un pacient amb TDAH sense accés a la seva medicació són deguts a: 1) l'alta taxa de comorbiditat d'aquest trastorn, que deriva en altres psicopatologies inhabilitants (depressió major, trastorns d'ansietat), 2) tendència a comportaments antisocials i conducta criminal: la meitat dels homes tenen problemes amb la llei i molts acaben a la presó quan arriben a l'adolescència tardana; 3) major probabilitat d'accidents automobilístics: en estudis de seguiment, els subjectes amb TDAH no tractats reberen el triple de multes per excés de velocitat i el doble d'accidents de trànsit; 4) alt risc de conductes addictives i, en particular, abús de substàncies: una taxa cinc vegades més gran que la de la població general.
Diversos especialistes en la matèria (Timothy Willens, Jefferson Prince, Joseph Biederman, Thomas E. Brown, Russell A. Barkley: vegeu la bibliografia i els enllaços externs) destaquen, basant-se en aquestes dades, la importància farmacoeconòmica del fet que els estats facilitin l'accés a la medicació, i promoguin així la continuïtat en els tractaments, en particular a les famílies amb menys recursos. No obstant això, no hi ha ple consens al respecte en l'àmbit polític, i aquestes iniciatives encara són objecte de polèmica.

### Proves d'eficàcia i seguretat
El mercat pel metilfenidat ha crescut vertiginosament, sobretot a partir de la dècada del 1990. Aquest fet, juntament amb la cobertura sensacionalista de mitjans de comunicació en massa, ha associat a l'MFD una quantitat de mites. Un d'ells consisteix en la idea que el TDAH és un trastorn sobrediagnosticat. Les dades revelen que, mentre la prevalença del TDAH en la població general s'estima en un 5%, el nombre de nens als Estats Units que prenen Ritalina oscil·la entre un 1 i un 2%.
La proliferació de l'MFD es pot relacionar amb més coneixement del TDAH, que ha permès que moltes persones amb aquest trastorn siguin correctament diagnosticades i tractades. Per aquests individus, el tractament farmacològic sol portar canvis apreciables. No obstant això, aquest fenomen posà de manifest una vulnerabilitat en el sistema de farmacovigilància: no es pogué contenir el desviament del medicament. Socialment, es perceberen conductes d'abús i addicció per part de persones que prenen MFD amb motivacions diferents a les terapèutiques. A part d'aquesta problemàtica, les proves disponibles avalen l'eficàcia i la seguretat de l'ús terapèutic de l'MFD.

## Noves formulacions
Mentrestant, com a resultat de projectes de recerca (bàsica i aplicada), s'han desenvolupat noves formulacions. Al novembre del 2001, Novartis anuncià l'aprovació per part de la Food and Drug Administration (FDA) d'una forma farmacèutica a base d'un dels enantiòmers de l'MFD. Es tracta del dexmetilfenidat, isòmer òptic dextrogir (farmacològicament, el més actiu) del treo-metilfenidat. És aïllat mitjançant tècniques de difracció de rajos X aplicades a estereoisomeria òptica. El dexmetilfenidat és dues vegades més potent que la Ritalina en termes de dosi terapèuticament actives; se li donà el nom de Focalin. Altres característiques del Focalin són una semivida una mica més llarga, i una incidència d'efectes secundaris igual o lleugerament més petita que la de l'MFD racèmic. Més recentment, al juny de 2005, s'aprovà la primera fórmula de dexmetilfenidat d'alliberament prolongat (Focalin XR) pel tractament del TDAH en nens, adolescents i adults.
D'altra banda, conclogué la fase III d'assajos clínics pel primer pegat transdèrmic d'MFD. A l'abril del 2006, la FDA anuncià l'aprovació Daytrana (marca comercial del dispositiu) pel tractament del TDAH. Aquest sistema allibera la droga directament al flux sanguini, i apunta a aconseguir més biodisponibilitat amb concentracions plasmàtiques més estables. S'administra una sola vegada al dia, i es presenta en dosis de 10, 15, 20 o 30 mg.